# Докторка на селу
Докторка на селу је југословенска телевизијска серија из 1982. године. Сценарио је написао Живорад Жика Лазић који је и режирао.

## Радња
Серија кроз 6 епизода приказује како протиче службовање младе докторке. Млада докторка долази из града да ради на селу. Њен долазак изазива велико занимање сељана и производи низ комичних ситуација. Код ње у ординацију долазе и они којима лекарска помоћ није потребна, само да би видели лепу и младу докторку.

## Списак епизода
| Редни број | Назив епизоде       | Прво приказивање  |
| ---------- | ------------------- | ----------------- |
| 1.         | Докторка на селу    | 20. јануар 1982.  |
| 2.         | Ненад               | 27. јануар 1982.  |
| 3.         | Одлучујућа утакмица | 3. фебруар 1982.  |
| 4.         | Фергусон Михајловић | 9. фебруар 1982.  |
| 5.         | Поклон              | 16. фебруар 1982. |
| 6.         | Радио дивљак        | 23. фебруар 1982. |

## Улоге
| Глумац             | Улога                              |
| ------------------ | ---------------------------------- |
| Љиљана Благојевић  | Докторка Ана (6 еп. 1982)          |
| Милан Срдоч        | Медицински брат Доца (6 еп. 1982)  |
| Миодраг Андрић     | Драгиша (6 еп. 1982)               |
| Марко Николић      | Секретар Радиша (6 еп. 1982)       |
| Марко Јоцић        | Жилијен Михајловић (6 еп. 1982)    |
| Мија Алексић       | Игњат Михајловић (5 еп. 1982)      |
| Славица Шетина     | Радишина жена (5 еп. 1982)         |
| Ратко Сарић        | Тика Сода (3 еп. 1982)             |
| Љубиша Бачић       | Вучко (2 еп. 1982)                 |
| Љиљана Стјепановић | Учитељица (2 еп. 1982)             |
| Олга Познатов      | (2 еп. 1982)                       |
| Тома Здравковић    | Певач Ћирица (2 еп. 1982)          |
| Златибор Стоимиров | (2 еп. 1982)                       |
| Аљоша Вучковић     | Милинко Михајловић (1 еп. 1982)    |
| Стеван Миња        | Директор Дома здравља (1 еп. 1982) |
| Борис Андрушевић   | (1 еп. 1982)                       |
| Миња Војводић      | Председник општине (1 еп. 1982)    |
| Мира Бањац         | (1 еп. 1982)                       |
| Ђорђе Давид        | Игњатов унук (1 еп. 1982)          |

 Остале улоге
| Глумац             | Улога                            |
| ------------------ | -------------------------------- |
| Биљана Машић       | (1 еп. 1982)                     |
| Саво Радовић       | (1 еп. 1982)                     |
| Радмила Савићевић  | Баба Симка (1 еп. 1982)          |
| Боро Стјепановић   | Фудбалски судија (1 еп. 1982)    |
| Растко Тадић       | (1 еп. 1982)                     |
| Богдан Јакуш       | (непознат број епизода)          |
| Мира Казић         | Певачица (непознат број епизода) |
| Душан Костић       | Певач (непознат број епизода)    |
| Миленко Павлов     | (непознат број епизода)          |
| Радисав Радојковић | (непознат број епизода)          |

Комплетна ТВ екипа
| Редитељ                   | Драгослав Лазић         | (6 еп. 1982)                         |
| Сценариста                | Живорад Жика Лазић      | (6 еп. 1982)                         |
| Сценариста                | Драгослав Лазић         | (непознат број епизода)              |
| Продуцент                 | Бранко Стојнић          | продуцент (6 еп. 1982)               |
| Композитор                | Данило Даниловић        | (6 еп. 1982)                         |
| Директор фотографије      | Александар Радосављевић | (6 еп. 1982)                         |
| Директор фотографије      | Милоје Лазић            | (1 еп. 1982)                         |
| Монтажер                  | Наталија Николић        | (6 еп. 1982)                         |
| Монтажер                  | Радомир Тодоровић       | (6 еп. 1982)                         |
| Сценограф                 | Владислав Лалицки       | (6 еп. 1982)                         |
| Костимограф               | Лидија Видмар           | (6 еп. 1982)                         |
| Одсек за шминку           | Ратко Ристић            | шминкер (5 еп. 1982)                 |
| Одсек за шминку           | Славица Шајкић          | шминкер (1 еп. 1982)                 |
| Менаџер продукције        | Гавра Азиновић          | директор филма (5 еп. 1982)          |
| Менаџер продукције        | Горан Миленковић        | вођа снимања (5 еп. 1982)            |
| Менаџер продукције        | Петар Ристић            | директор филма (1 еп. 1982)          |
| Менаџер продукције        | Ратко Згоњанин          | вођа снимања (1 еп. 1982)            |
| Помоћник режије           | Милан Ћирица            | први помоћник редитеља (6 еп. 1982)  |
| Помоћник режије           | Мирољуб Петровић        | други помоћник редитеља (4 еп. 1982) |
| Помоћник режије           | Смаил Дивановић         | помоћник редитеља (2 еп. 1982)       |
| Уметнички одсек           | Милија Анђелковић       | сценски реквизитер (6 еп. 1982)      |
| Уметнички одсек           | Живота Милошевић        | сценски реквизитер (4 еп. 1982)      |
| Уметнички одсек           | Златко Мрдаљ            | сценски реквизитер (4 еп. 1982)      |
| Одсек за звук             | Душан Станчевић         | тон мајстор (6 еп. 1982)             |
| Одсек за звук             | Петар Дујић             | микроман (3 еп. 1982)                |
| Одсек за звук             | Петар Банић             | микроман (1 еп. 1982)                |
| Одсек за звук             | Мирослав Белановић      | тон мајстор (1 еп. 1982)             |
| Одсек за звук             | Влада Дујић             | микроман (1 еп. 1982)                |
| Одсек за звук             | Петар Медић             | микроман (1 еп. 1982)                |
| Одсек за камеру и расвету | Дарко Богдановић        | пратилац камере (5 еп. 1982)         |
| Одсек за камеру и расвету | Константин Јовановић    | вођа расвете (5 еп. 1982)            |
| Одсек за камеру и расвету | Раде Ковачевић          | пратилац камере (5 еп. 1982)         |
| Одсек за камеру и расвету | Љубомир Шашић           | пратилац камере (5 еп. 1982)         |
| Одсек за камеру и расвету | Светлана Ћировић        | сниматељ (4 еп. 1982)                |
| Одсек за камеру и расвету | Деспот Деспотовић       | сниматељ (4 еп. 1982)                |
| Одсек за камеру и расвету | Властимир Банковић      | пратилац камере (1 еп. 1982)         |
| Одсек за камеру и расвету | Драгомир Ђорђевић       | вођа расвете (1 еп. 1982)            |
| Одсек за камеру и расвету | Сима Газикаловић        | пратилац камере (1 еп. 1982)         |
| Одсек за камеру и расвету | Живорад Лазић           | пратилац камере (1 еп. 1982)         |
| Одсек за камеру и расвету | Ирена Милошевић         | сниматељ (1 еп. 1982)                |
| Одсек за камеру и расвету | Слободан Стаменовић     | сниматељ (1 еп. 1982)                |
| Одсек за камеру и расвету | Слободан Стевановић     | сниматељ (1 еп. 1982)                |
| Одсек за камеру и расвету | Радомир Живановић       | сниматељ (1 еп. 1982)                |
| Одсек за костим           | Маријетка Петровић      | гардеробер (4 еп. 1982)              |
| Одсек за костим           | Милан Магдаленић        | гардеробер (1 еп. 1982)              |
| Одсек за костим           | Мирка Тодоровић         | гардеробер (1 еп. 1982)              |
| Одсек за монтажу          | Радмила Мудринић        | графички едитор (5 еп. 1982)         |
| Одсек за монтажу          | Драган Самац            | видео миксер (5 еп. 1982)            |
| Одсек за монтажу          | Владимир Митровић       | видео миксер (1 еп. 1982)            |
| Музички одсек             | Бојан Хрелац            | музички сарадник (4 еп. 1982)        |
| Остала екипа              | Вера Амар               | секретар режије (3 еп. 1982)         |
| Остала екипа              | Весна Милић             | секретар режије (3 еп. 1982)         |

## Занимљивости
Тома Здравковић је такође писао музику за серију "Докторка на селу", а чак је у једној епизоди и глумио музичара. Певачу је Љиљана Благојевић толико била симпатична да је рекао да ће јој написати песму и обећање је испунио.
Серија је снимана у селу Лештане у општини Гроцка,
Још током првог емитовања серије на телевизији, дошло је до скандала када се у сцени свадбе у петој епизоди појавила српска застава без петокраке, што је изазвало велико узнемирење јавности. Услед тога серија је прекинута након шесте епизоде, спорна сцена је нестала из архиве РТБ-а и више никада није емитована, а одговорни уредник Миодраг Маринковић је поднео оставку.